# Le Harem de Madame Osmane
Pour plus de détails, voir Fiche technique et Distribution.
Le Harem de Madame Osmane est un film franco-espagnol réalisé par Nadir Moknèche, sorti en 2000.

## Fiche technique
- Titre original : Le Harem de Madame Osmane
- Réalisation : Nadir Moknèche
- Scénario : Nadir Moknèche
- Décors : Jacques Bufnoir
- Costumes : Marie-Françoise Pérochon
- Photographie : Hélène Louvart
- Son : Joaquim Pinto
- Montage : Stéphanie Mahet
- Production déléguée : Didier Haudepin
- Production exécutive	: Mohamed Ulad-Mohand
- Sociétés de production : 
  -  France : Bloody Mary Productions, France 3 Cinéma, Astoria Films, Canal+ Horizons
  -  Espagne : Tornasol Films, P.H.F. Films
  -  Maroc : Zilis Films
- Société de distribution : Océan Films
- Pays d'origine :  France,  Espagne
- Langue originale : français
- Format : couleur — 35 mm
- Genre : comédie dramatique
- Durée : 100 minutes
- Dates de sortie : France : 12 juillet 2000

## Distribution
- Carmen Maura : Madame Osmane
- Myriam Amarouchene : Yasmine
- Linda Slimani : Sakina
- Nadia Kaci : la Rouquine
- Biyouna : Meriem
- Thamila Mesbah-Detraz : Tata Rabia
- Djemel Barek : Sid Ali
- Afida Tahri : Kheïra
- Fatiha Berber : la mère de Nasser
- Omar Bekhaled : Nasser